# Claire Poirson
Claire Poirson est née le 04 novembre 1988 à Bayonne. Se destinant très tôt au théâtre, elle commence à l'âge de 9 ans, enchaînant les compagnies de théâtre amateur.
Poursuivant des études littéraires, d'abord à Bayonne, avec une licence en lettres modernes, puis à Bordeaux, où elle obtient un master en études littéraires et se prépare ensuite pour l'agrégation de lettres modernes, elle obtient en 2016 un master en métiers du spectacle à l’Université Bordeaux Montaigne. Parallèlement, elle se forme en tant que comédienne au Conservatoire d’art dramatique de Mérignac.
Mi-comédienne, mi-littéraire, elle se tourne très naturellement vers l'écriture de théâtre et publie en 2016 Les ArTistocrates, comédie-ballet inspirée par la structure des pièces de Molière. Cette satire de l’hypocrisie intellectuelle et des dérives liées à l'art lui est en grande partie inspirée par sa formation en théâtre, durant laquelle elle a pu rencontrer quelques Trissotin contemporains. Elle met en scène cette pièce la même année. Très inspirée par Molière, par la satire en général et par la comédie absurde, grande amatrice des Monty Python, son œuvre ne cesse de voir s'entrecroiser ces esthétiques. En 2016, elle rejoint la SACD.
En 2016, achevant son master de mise en scène et scénographie à l'Université Bordeaux Montaigne, elle devient metteuse en scène et fait tourner Les ArTistocrates à Bordeaux et dans l'ensemble de la région Nouvelle-Aquitaine. En 2018, elle crée avec la compagnie L'Extra théâtre, une pièce inédite de Pierre Barillet : La Réponse. Sa rencontre avec Pierre Barillet, à l'origine de cette création, est très inspirante pour elle. En juillet 2017 elle fait paraître une entrevue de Pierre Barillet et un article (« Pierre Barillet, un théâtre de jouvence ? »), dans la revue Loxias (n°57 : « Le boulevard, un théâtre à sortir du placard ? »).
En 2021, elle édite son premier recueil de poèmes aux éditions Ex Aequo : Musc. Recueil élégiaque, sulfureux par moments, doux et plein de tendresse, ce recueil réunit sa poésie de jeunesse et marque une première étape dans ce qui deviendra par la suite une trilogie, avec Le Chemin des étoiles en 2022 puis Repeindre le ciel, en 2025. À un premier recueil léger, frais, interrogeant la notion genrée de muse ("musc" étant le nom masculin que l'autrice propose pour répondre à la "muse" féminine), Le Chemin des étoiles répond par une couleur plus passionnelle, pour terminer sur un Repeindre le ciel plus désabusé, cherchant à creuser un horizon d'écriture hors de la poésie lyrique. En 2022, elle rejoint les Ecrivains et Ecrivaines Associé.e.s du théâtre ainsi que la Société des Gens De Lettres.
En 2021, quelques mois après la sortie de Musc, Claire Poirson prend la direction de la collection théâtre des Editions Ex Aequo. La même année, elle édite Imprimé déprimé, satire de l'administration française, aux Editions Ex Aequo, maison qu'elle ne quittera plus. Avec Merde ! en 2023 suivi par Hyper en 2024, l'autrice se met peu à peu à l'écriture de recueils de saynètes. Progressivement, ses pièces se montent partout en France (Saint-Pée-sur-Nivelle, Nanterre, Bressuire, Bordeaux...). En 2024, elle prend la direction de la collection poésie aux Editions Ex Aequo.
2024 sera également l'année où Claire Poirson se lance dans le roman avec un premier ouvrage épistolaire, Lignes de cœurs, qui devient finaliste du Prix du premier roman d'Île-de-France ainsi que du Prix du métro Goncourt.
En 2025, aux côtés d'Hélène David-Dubrana, peintre pessacaise, elle donne le jour à une exposition, écrivant des poèmes sur commande, qui seront exposés à la cour Mably de Bordeaux durant deux semaines, aux côtés des toile d'Hélène David-Dubrana, qu'ils illustrent.
En tant que comédienne, elle joue en 2022 dans une adaptation scénique de son recueil poétique Le Chemin des étoiles, mise en scène par Natacha Roscio. Cette création, effectuée dans le cadre du festival de Caves, sur invitation du collectif Mixeratum ergo sum, se poursuit par une tournée. Le spectacle est joué dans une adaptation de la mise en scène d'origine au Planétarium de Poitiers. Depuis 2024, elle joue dans Une Scène jouée dans la mémoire, de Charlotte Delbo, aux côtés de Romain Losi, mise en scène par Gérard Linsolas.
Elle enseigne le théâtre et donne des cours d'écriture.
Récompenses littéraires :
-Finaliste du Prix du premier roman de Mennecy et du Prix du métro Goncourt (ouvrage : Lignes de cœurs)
-Lauréate du Concours Courspop du Printemps des Poètes 2021 catégorie 1 : “Que vous inspire le désir ?”, dans l’expression “Poème”. Prix : partenariat artistique avec la région Occitanie pour un second recueil en cours d’écriture
-Lauréate du concours du Printemps des Poètes 2021 organisé par l’association Si Tonneins…Citoyens (poème : « Fantasme »)
-Lauréate du concours du Printemps des Poètes 2021 organisé par la ville de Bagneux (poème : « Sonate au piano »)
-Parution dans le n°2 de la revue Le Soc, thème : la basse-cour (poème : « Plaisir du soir »)
Bibliographie :
–2016 : Les ArTistocrates, comédie-ballet, parue en septembre 2016 aux éditions de l’Harmattan
-2017 : parution d’une entrevue de Pierre Barillet et d’un article (« Pierre Barillet, un théâtre de jouvence ? »), dans la revue Loxias (n°57 : « Le boulevard, un théâtre à sortir du placard ? »)
-Parution dans le n°2 de la revue Le Soc, thème : la basse-cour (poème : « Plaisir du soir »)
-2021 : Musc, recueil de poèmes, éditions Ex Aequo
-2021 : Imprimé déprimé, comédie, éditions Ex Aequo
-2022 : Le Chemin des étoiles, recueil de textes illustrés, éditions Ex Aequo
-2023 : Hyper, théâtre, éditions Ex Aequo
-2023 : Merde !, théâtre, éditions Ex Aequo
-2024 : La Foule, théâtre, éditions Ex Aequo
-2024 : Lignes de cœurs, romance épistolaire, éditions Ex Aequo
-2025 : Repeindre le ciel, poésie, éditions Ex Aequo
Sources :

/

1. ↑  https://l-extra-theatre.fr/
2. ↑  https://clairepoirson.wordpress.com
3. ↑  https://editions-exaequo.com/
4. ↑  https://soundcloud.com/claire-poirson</